# Philotheca eremicola
Philotheca eremicola är en vinruteväxtart som beskrevs av Paul G. Wilson. Philotheca eremicola ingår i släktet Philotheca och familjen vinruteväxter. Inga underarter finns listade i Catalogue of Life.